# Nicolas Laporte
Pour les articles homonymes, voir Laporte.
Nicolas Laporte est un astrophysicien français né en 1986. Enseignant-chercheur à l' Université d'Aix-Marseille, il est spécialisé dans l'étude des galaxies les plus lointaines, notamment avec les télescopes spatiaux James Webb, Hubble ou encore ALMA. Il enseigne le cours de "Formation des  structures dans l'Univers" aux étudiants de Master. Il préside également l'association de médiation scientifique InfiniSciences qui organise chaque année le festival Astr'Auvergne.

## Formation
Nicolas Laporte est né à Clermont-Ferrand en 1986. Son intérêt pour l'observation du ciel lui vient de son enfance lorsqu'une lunette astronomique lui est offerte à Noël par l'entreprise Michelin où travaillait son père. Après une scolarité à Chamalières, il obtient une licence de physique et chimie à l'université Blaise-Pascal de Clermont-Ferrand, puis un master d'astrophysique et de physique corpusculaire à l'université Bordeaux-I avant de débuter une thèse à l'université Toulouse-III-Paul-Sabatier de Toulouse sous la direction de Roser Pelló intitulée "Recherche et Étude des premières galaxies" ,.

## Travaux de recherche
Ses travaux de recherche portent principalement sur la recherche et l'étude des galaxies les plus lointaines. 

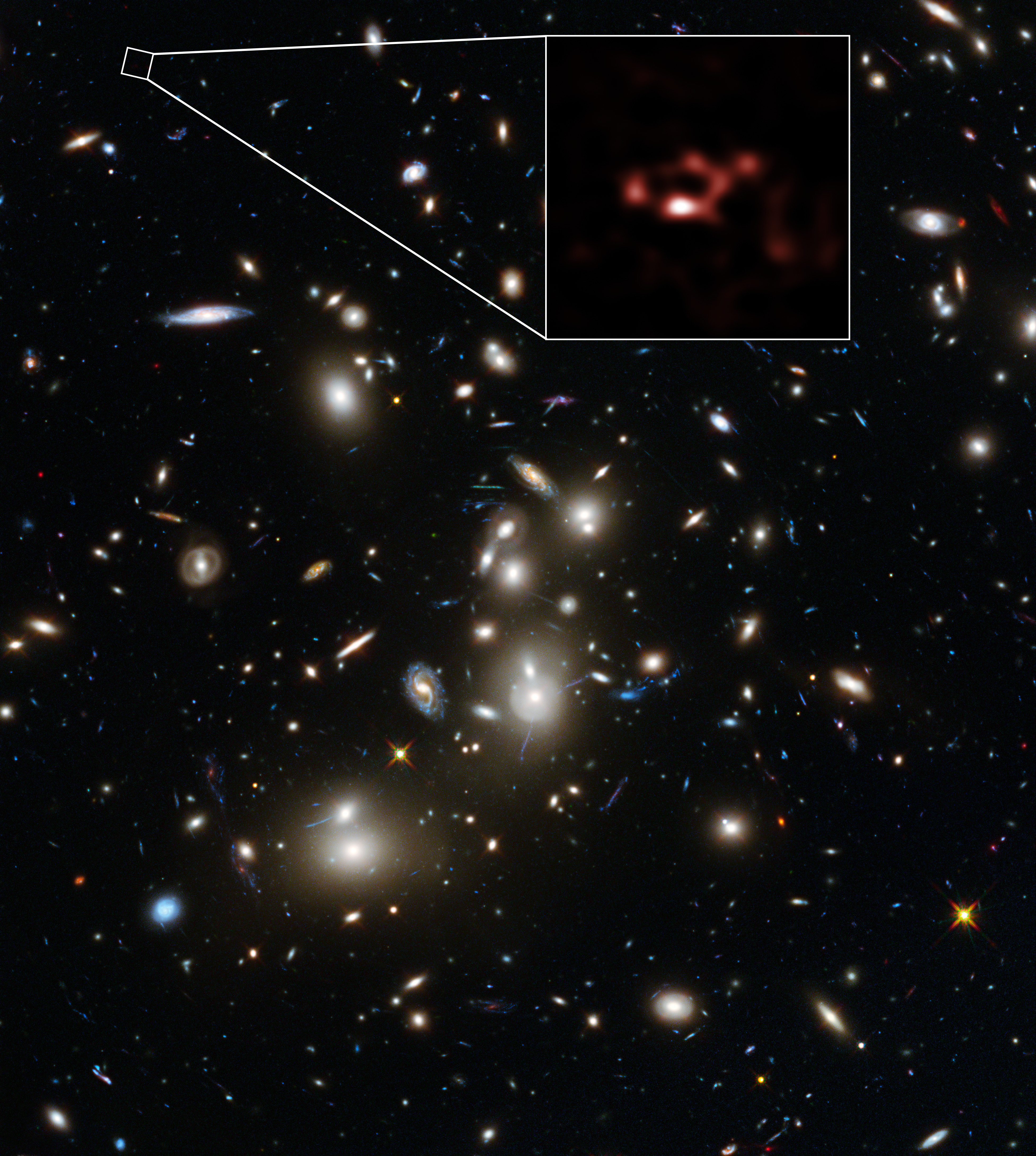
La galaxie A2744_YD4 dans laquelle Nicolas Laporte a détecté la plus lointaine poussière d'étoile.

En juillet 2014, alors qu'il est post-doctorant à l'Institut d'astrophysique des Canaries, il est le premier à utiliser les données du grand programme de Hubble les Champs Frontières pour étudier les galaxies lointaines et découvre A2744-Y1 une des plus jeunes galaxies de l'Univers lointain ,,,. En décembre 2015, alors qu'il travaille à l'université pontificale catholique du Chili à Sanitago du Chili, il contribue à la découverte de Tayna, une des galaxies les plus petites de l'Univers lointain détectée grâce à l'utilisation de MACSJ0416 comme télescope gravitationnel ,. En mars 2017, Nicolas Laporte utilise le radiotéléscope ALMA et détecte la plus lointaine poussière d'étoiles dans la galaxies A2744-YD4 observée telle qu'elle était 650 millions d'années après le Big-Bang
En mai 2018, son équipe et celle de Takuya Hashimoto publient dans la revue Nature la première estimation de l'âge de MACS1149-JD1, la galaxie la plus lointaine confirmée par spectroscopie en 2018. Avec cette mesure de 300 millions d'années, ils apportent pour la première fois, la preuve observationnelle que l'aube cosmique s'est déroulée moins de 250 millions d'années après le Big-Bang ,,.  En août 2021, Nicolas Laporte confirme l'estimation de l'Aube cosmique à partir d'un échantillon plus important de galaxies observées avec ALMA, Keck, le VLT et Gemini-South ,.
En 2022, il utilise les premières images du télescope spatial James Webb pour mettre en évidence un des plus lointains proto-amas de galaxies,.

## Activités de médiation scientifique
De 2011 à 2015, Nicolas Laporte était responsable d'Astro-Jeunes, le volet jeunesse du Festival d'astronomie de Fleurance qui accueille chaque jour pendant une semaine en août plus de 200 jeunes pour les initier à l'astronomie et au spatial . 
En 2015, il fonde l'association InfiniSciences parrainée par l'astrophysicien Hubert Reeves dont l'objectif est d'inviter en Auvergne-Rhône-Alpes des scientifiques de renoms pour qu'ils rencontrent des élèves dans des écoles, collèges et lycées puis qu'ils donnent une conférence grand public.
En 2018, il organise le premier festival Astr'Auvergne à Isserteaux. Ce festival gratuit d'astronomie s'adresse à tous, et à comme premiers invités Jean-Pierre Lebreton, Jean-Jacques Favier, Claude Nicollier et Étienne Klein ,. Depuis 2021, Astr'Auvergne est organisé chaque été à Chamalières ,,. 
En 2019, il prépare avec l'Agence spatiale européenne l'exposition itinérante et intéractive "La Terre depuis l'Espace : photos de Thomas Pesquet" qui sera vue par plus de 300 000 visiteurs à Clermont-Ferrand, Lyon, Saint-Étienne, Orléans, Aurillac et Chamalières ,,.

## Divers
Nicolas Laporte enseigne le cours de "Formation des structures dans l'Univers" aux étudiants de master de l'université de Cambridge.
Il est membre du Conseil scientifique de Vulcania.
Le 19 Mars 2024, il reçoit au Ministère de l'Europe et des Affaires étrangères le Trophée des Français de l'Étranger, organisée par Le Petit Journal, dans la catégorie "Éducation" pour ses actions de diffusions de connaissances auprès des enfants .